# Койтас (Жарминский район)
Койтас (каз. Қойтас, до 1992 г. — Саратовка) — упразднённое село в Жарминском районе Восточно-Казахстанской области Казахстана. Входило в состав Бирликшильского сельского округа. Код КАТО — 634447400. Ликвидировано в 2013 году.

## Население
В 1999 году население села составляло 85 человек (46 мужчин и 39 женщин). По данным переписи 2009 года, в селе проживал 31 человек (20 мужчин и 11 женщин).